# Hema Fresh
Ne doit pas être confondu avec HEMA.
Hema Fresh (en mandarin : 盒馬鮮生, Hémǎ Xiānshēng) est une chaîne de supermarchés du groupe chinois Alibaba. Son concept est issu de la stratégie New Retail (zh) qui consiste à fusionner magasins physiques et commerce électronique, c'est-à-dire que les clients peuvent ne pas sortir des supermarchés avec leurs courses, mais juste scanner les étiquettes des produits avec leurs smartphones et leurs courses leur sont livrées chez eux. Cela supprime le passage en caisse (avec vidage/remplissage du caddie et file d'attente) et permet aux clients non-véhiculés de faire de grandes courses, tout en réduisant le temps passé par le personnel à renouveler les rayons. L'achat physique classique est tout de même possible. Un restaurant (servi par des robots) est également présent dans chaque supermarché et permet de consommer sur place les produits des rayons. 
Le premier supermarché a ouvert en 2016 à Shanghai. L'enseigne compte en 2024 plus de 300 magasins, uniquement en Chine. La même année, elle commence à exporter ses marques de distributeur aux États-Unis et utilise le nom de Freshippo pour sa communication à l'étranger.

## Nom et étymologie
Le nom 盒马鲜生 (Hémǎ Xiānshēng) associe :  
- 盒马 (hémǎ : boîte-cheval) : mot inventé pour signifier une logistique efficace (boîte : emballage, cheval : rapidité)
- 鲜生 (xiānshēng : produits frais) : homophone de 先生 (xiānshēng), signifiant « Monsieur » dans son registre courant

盒马鲜生 (« Produits frais via une logistique efficace » ou juste « Produits frais Hema ») est un jeu de mots car il se prononce en mandarin de la même manière que 盒马先生 (« Monsieur Hema », qui est la mascotte de l'enseigne).  

## Concept
Les supermarchés Hema Fresh sont spécialisés dans les produits frais (en particulier les fruits de mer) et ne possèdent pas de caisses traditionnelles. Les clients utilisent une application dédiée, liée à leur compte Alipay, pour scanner les codes-barres des produits, afin d'obtenir des informations détaillées (comme les ingrédients ou des idées de recettes), de passer des commandes en ligne et de payer. La société mère Alibaba peut ainsi enregistrer les préférences d'achat des clients par big data pour leur envoyer des recommandations,.
Chaque magasin est un « trois-en-un » : un supermarché traditionnel, un centre de distribution (en) pour les commandes en ligne (avec une livraison en moins de 30 minutes uniquement pour les clients situés dans un rayon de trois kilomètres),, et un restaurant Robot.He,, (les plats sont cuisinés à partir des produits des rayons et des robots sont utilisés pour amener les assiettes jusqu'aux tables,,). Des convoyeurs sont installés au plafond des magasins pour transporter les sacs de courses des préparateurs vers le centre de livraison,. La reconnaissance faciale est également utilisée aux bornes de paiements pour les achats physiques classiques,.
Il existe plusieurs formats de magasins différents, :
- Hema Fresh : le supermarché de base
- Hema Neighborhood, Hema Mini (ex : Hema F2) : des magasins de proximité
- Hema X : des magasins réservés aux membres, de grande taille, comparables à des clubs-entrepôts (en) (abandonnés en août 2025[9])
- Freshippo Outlet : des magasins de déstockage à prix réduits

Pour sa communication à l'étranger, la chaîne utilise le nom Freshippo.

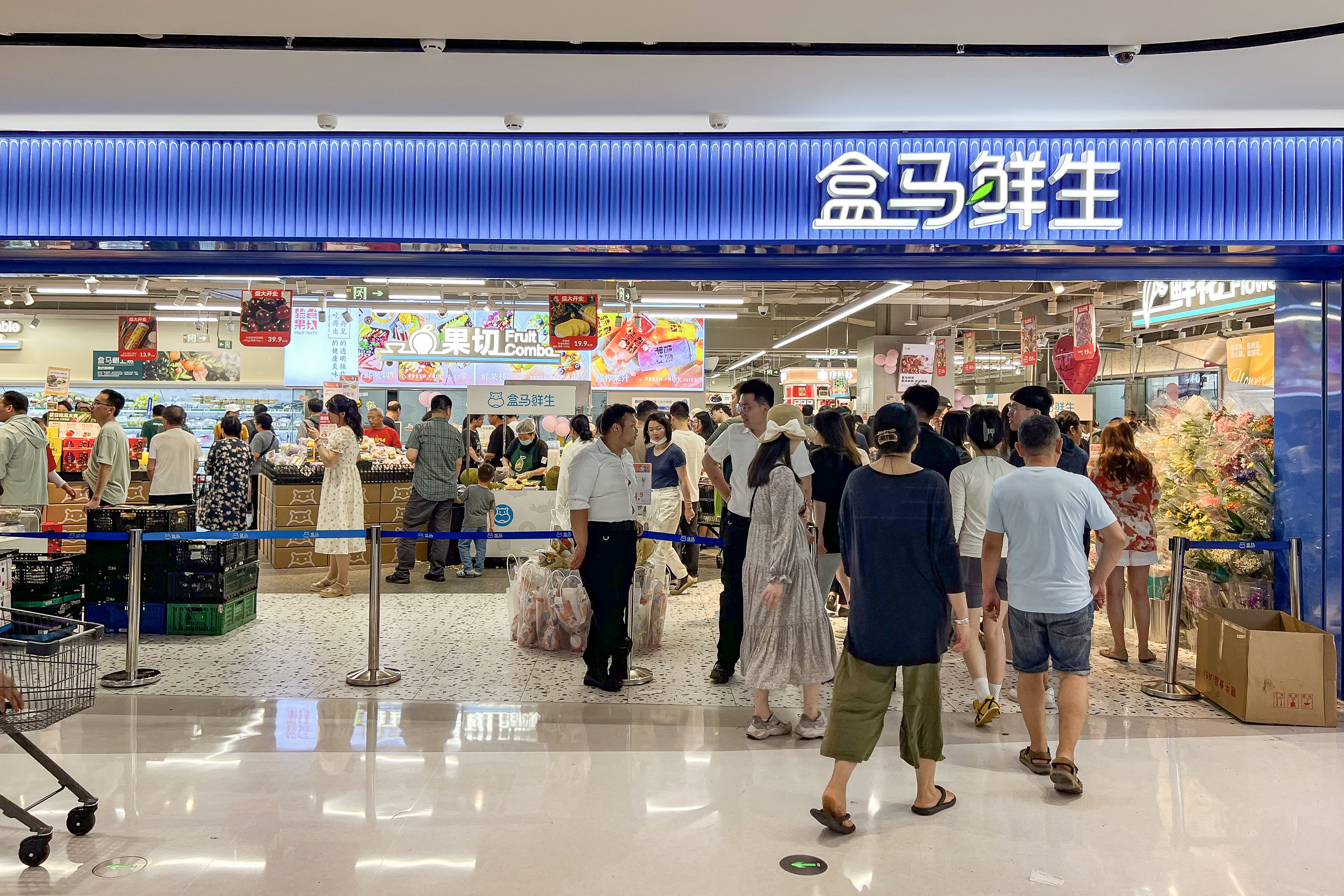
Une magasin à Pékin en 2024
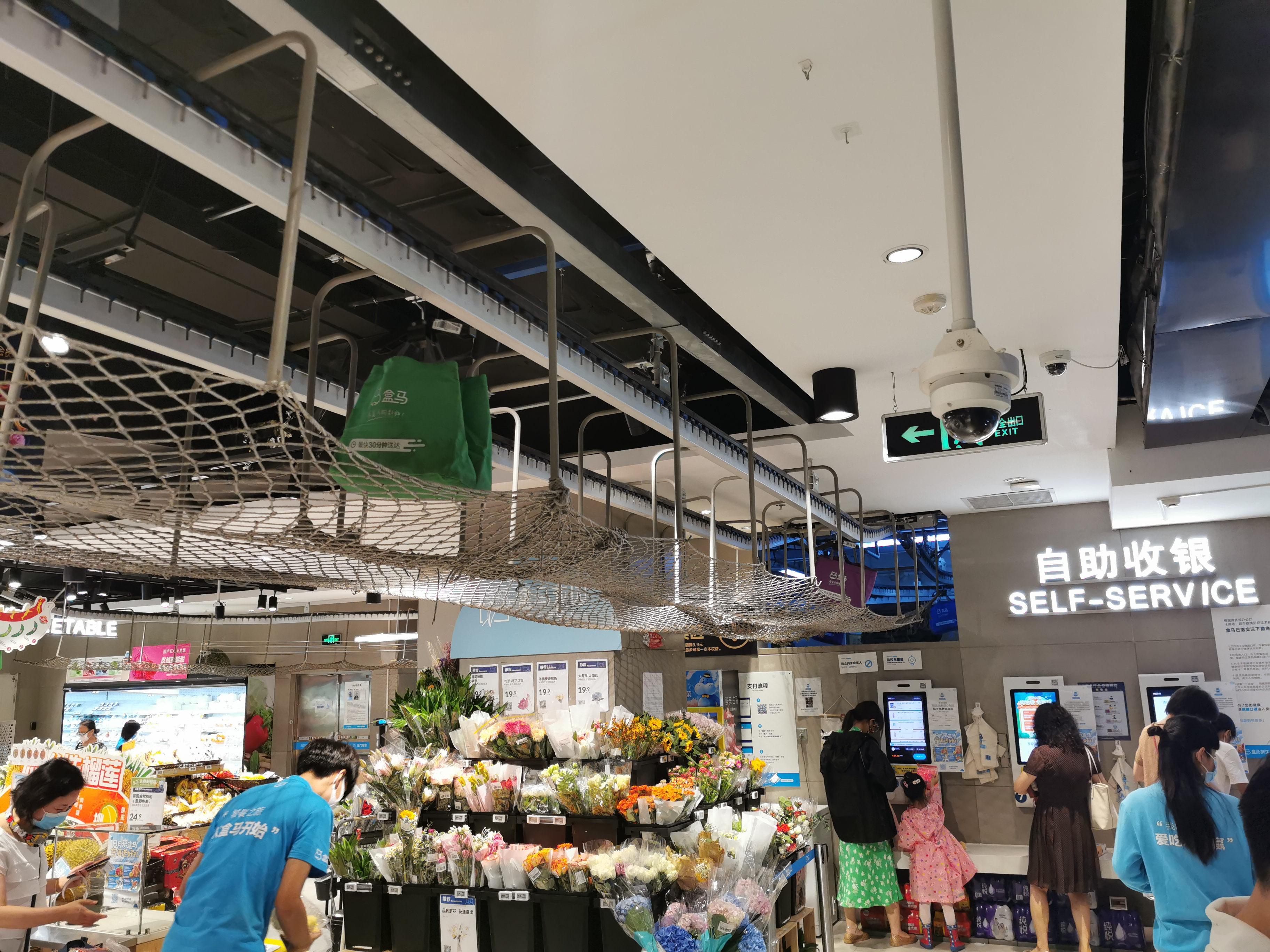
Des convoyeurs de sacs au plafond d'un magasin à Pékin en 2021
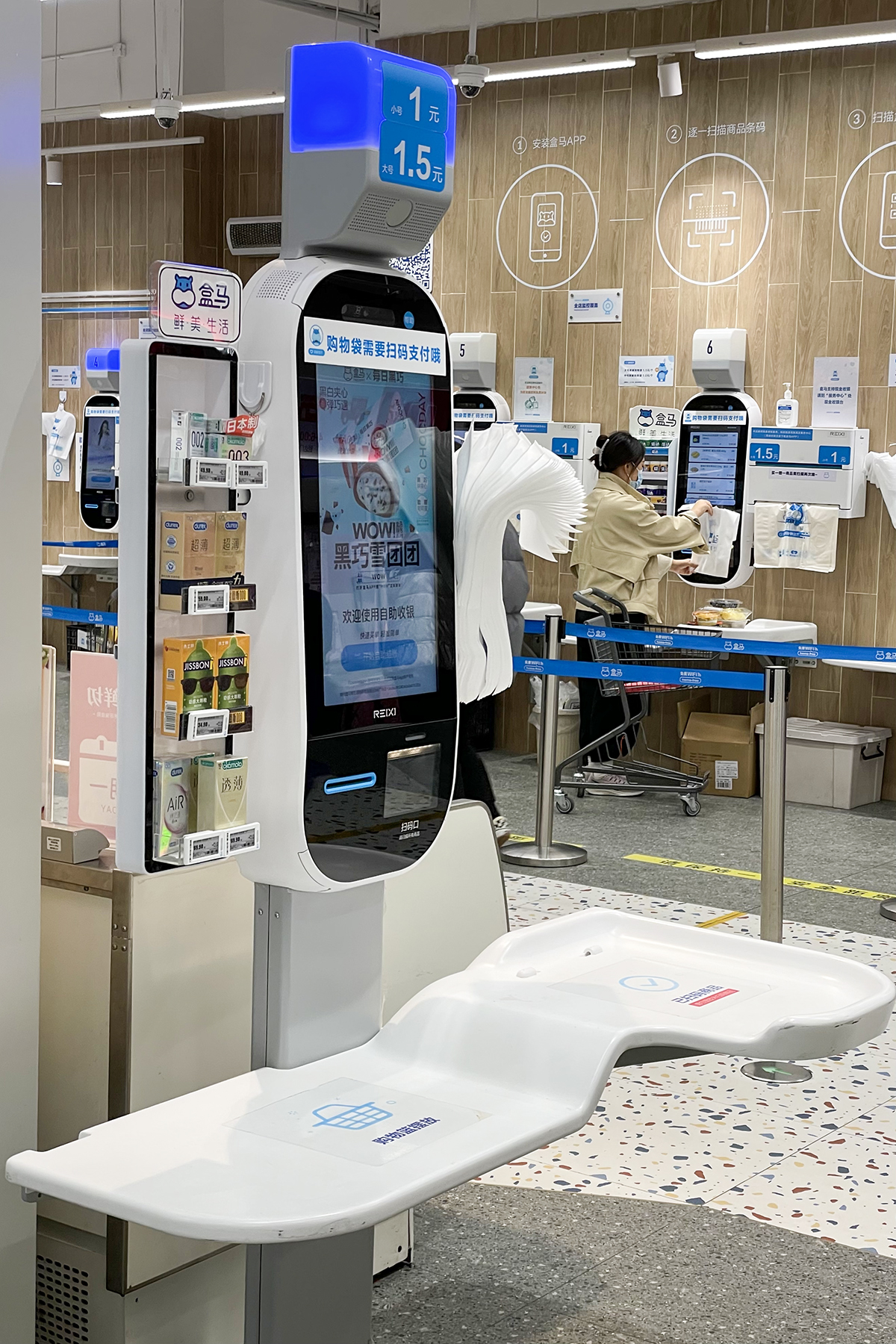
Des bornes de paiements à reconnaissance faciale dans un magasin à Zhengzhou en 2022
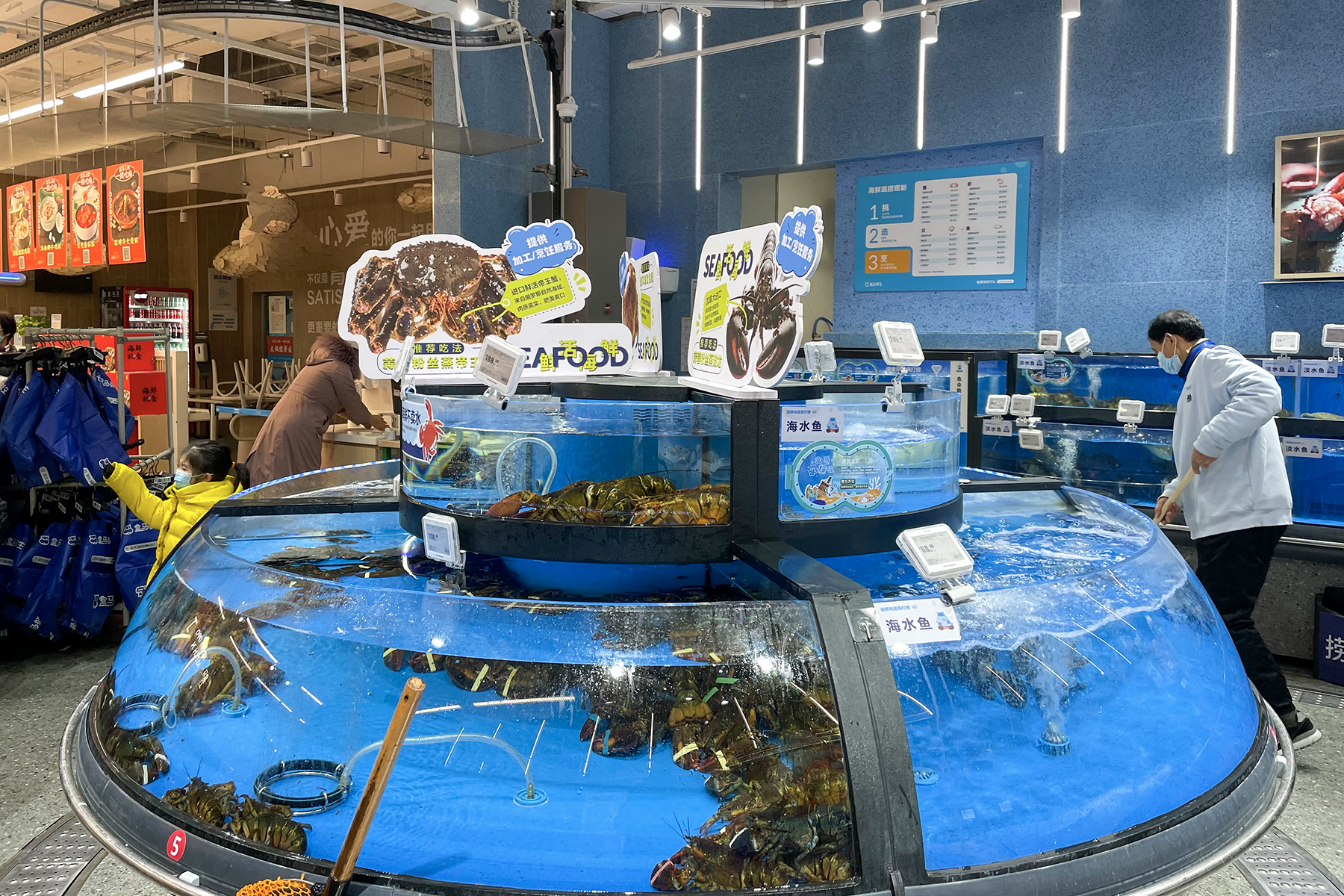
Le rayon des crustacés à Zhengzhou en 2022

## Histoire

### Projet interne d'Alibaba

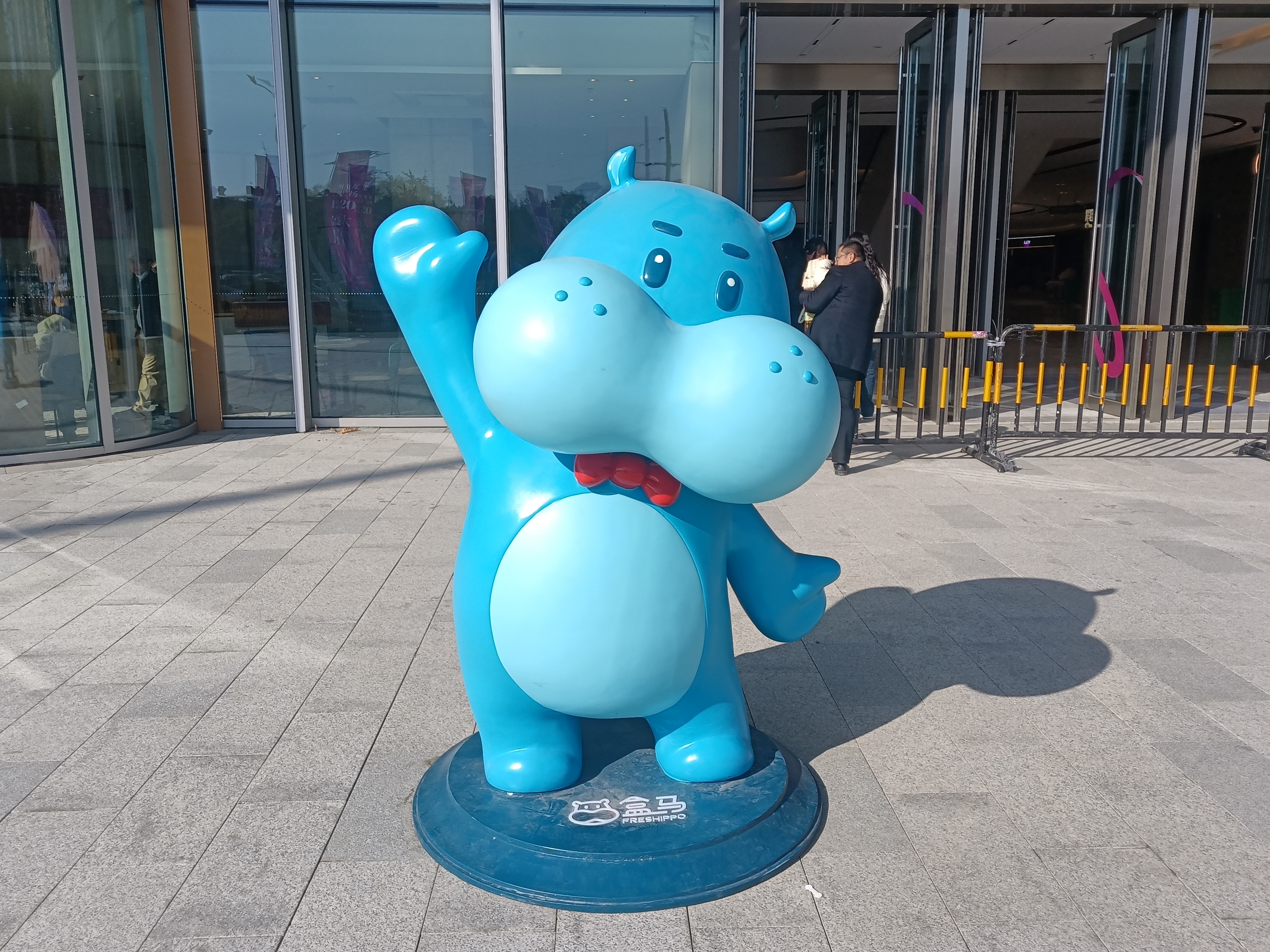
Monsieur Hema, la mascotte de la chaîne

Hema Fresh est un projet interne d'Alibaba, issu de sa stratégie New Retail (zh) (« nouveau commerce de détail ») promue par son ancien PDG Daniel Zhang et qui consiste à fusionner les achat en ligne et hors ligne (O2O (en)),. Cette stratégie mobilise une grande partie des bénéfices du groupe mais est perçue comme un investissement nécessaire et un moyen d'atteindre la grande majorité des consommateurs chinois qui font encore leurs achats hors ligne. Bien que ce développement puisse sembler être une rupture par rapport aux racines technologiques d'Alibaba, la chaîne de supermarchés repose entièrement sur des technologies de pointe.
Le premier magasin ouvre en 2016 à Shanghaidans la zone de Jinqiao (en). Ses ventes annuelles atteignent 250 millions de yuans (environ 37,79 millions de dollars américains), un chiffre supérieur à la moyenne du secteur. Pour accélérer son développement, la chaîne noue des partenariats avec des détaillants locaux en leur fournissant son système de données, son support technique et son expertise en gestion quotidienne, tandis qu'ils s'occupent de la direction du magasin. En juillet 2017, elle compte 13 magasins répartis à Shanghai, Pékin et Ningbo. Le 28 septembre 2017, Hema Fresh ouvre simultanément dix nouveaux magasins dans plusieurs grandes villes, notamment Pékin, Shanghai, Hangzhou, Shenzhen et Guiyang. La même année, elle lance des marques de distributeur telles que Freshippo Daily Fresh, Freshippo Kitchen et Difresco. En août 2018, elle compte 65 magasins.

### Incidents de 2018
En mars 2018, une cliente nommée Zhong dénonce un magasin de Shanghai où elle avait acheté trois crabes pour un total de 232 yuans (environ 37 dollars américains), mais aurait découvert que les élastiques utilisés pour les attacher pesaient 666 grammes, ce qui lui aurait coûté 120 yuans du prix total. En d'autres termes, les élastiques étaient plus chers que les fruits de mer eux-mêmes. Hou Yi, le PDG de Hema Fresh, reconnait que cette pratique est « inacceptable » et assume l'entière responsabilité de l'incident. Il présente publiquement ses excuses et limoge le directeur du magasin qui avait initialement défendu la présence des élastiques, les qualifiant de « norme de l'industrie ». Pour restaurer la confiance des consommateurs, Hou Yi annonce la mise en place de deux nouvelles règles : les crabes seront désormais vendus sans élastiques (si ceux-ci sont cependant indispensables pour des questions de sécurité, les crabes seront alors vendus à l'unité ou en fonction de leur poids net sans élastiques), et le personnel est désormais tenu de couper un coin du sac pour enlever l'excès d'eau avant de peser le fruit de mer emballé. Hou Yi promet en plus que les clients pourront désormais surveiller le personnel pour s'assurer que ces nouvelles règles sont respectées. En cas d'infraction, l'entreprise s'engage à offrir les crabes gratuitement sur place.

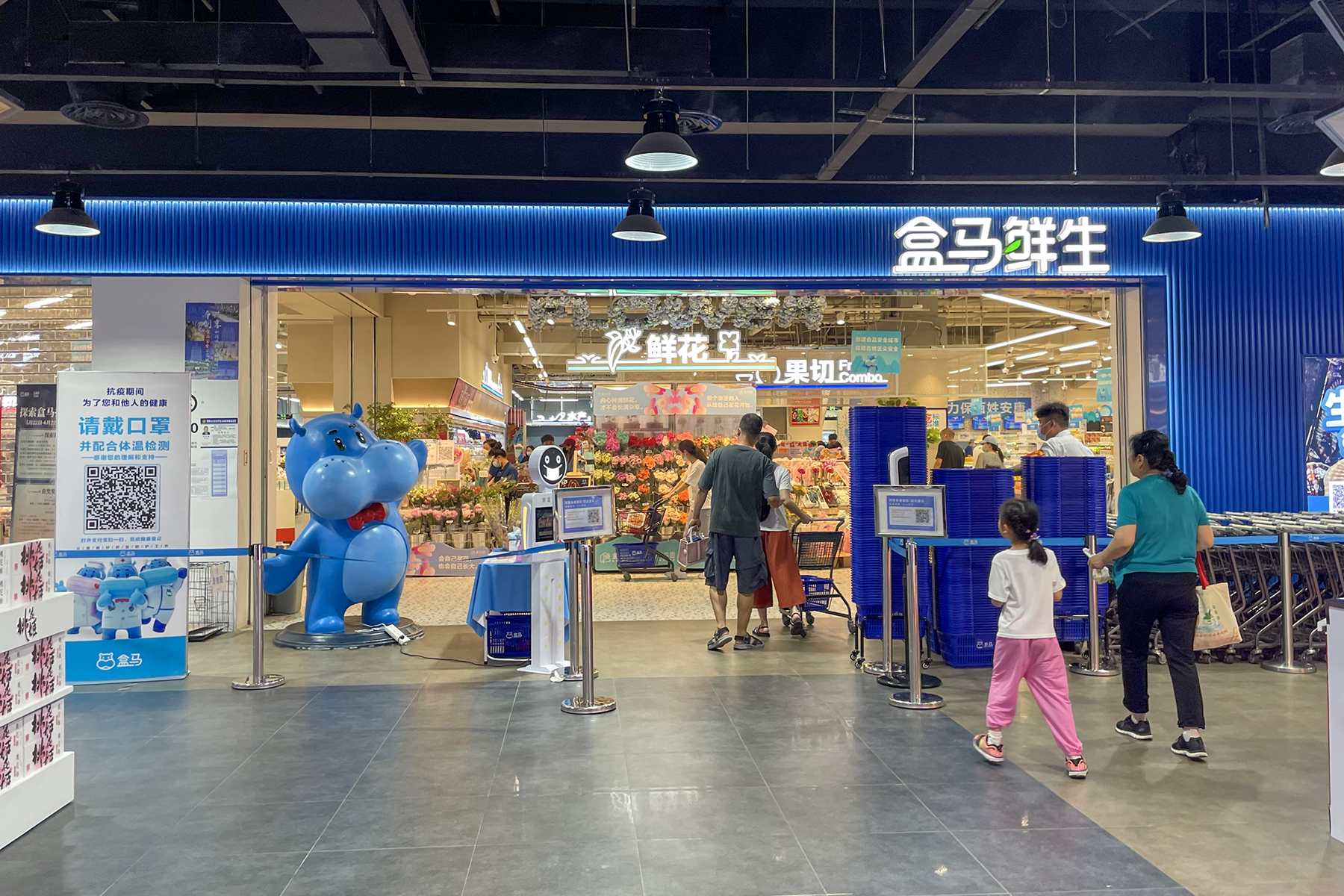
Un magasin à Zhengzhou en 2022

En novembre 2018, un client dénonce publiquement la chaîne de supermarché sur les réseaux sociaux après qu'un employé d'un magasin de Jing'an à Shanghai, a remplacé les étiquettes de dates de péremption sur des paquets de carottes par de nouvelles, falsifiées. L'employé est initialement licencié. Le PDG Hou Yi publie une lettre d'excuses sur le compte Weibo de l'entreprise dans laquelle il reconnaît la responsabilité de l'incident, tout comme l'équipe de direction. Le directeur général du magasin est limogé, tandis que le licenciement de l'employé est annulé. Hou Yi promet également que la chaîne mettra en œuvre des inspections internes dans tous ses magasins pour renforcer les normes opérationnelles et que toute future violation des droits des consommateurs sera « sévèrement punie ». L'entreprise annonce qu'elle recrutera des clients en tant qu'inspecteurs spéciaux, chargés de signaler directement à la direction toute expérience problématique. Suite à l'affaire, les autorités de supervision du marché de Jing'an ouvrent une enquête sur les produits incriminés et déclarent qu'elles prendront des mesures en fonction de leurs conclusions et de la réglementation en vigueur. Des experts chinois soulignent qu'il n'existe pas en Chine de dates de péremption clairement définie pour ces produits. La date figurant sur les emballages est souvent simplement la date de mise en rayon ou de conditionnement. Face à ces ambiguïtés, des appels sont lancés pour améliorer le processus d'étiquetage,.

### Croissance
Durant l'année 2018, 80 nouveaux supermarchés sont inaugurés. En 2019, la chaîne compte 150 magasins. En juin de la même année, elle est implantée dans 21 grandes villes chinoises, notamment Shanghai, Pékin, Shenzhen et Hangzhou, et a pour objectif de s'établir dans toutes les villes chinoises de plus d'un million d'habitants d'ici 2030 (selon les projections, environ 200 villes atteindront ce seuil de population d'ici cette date),.

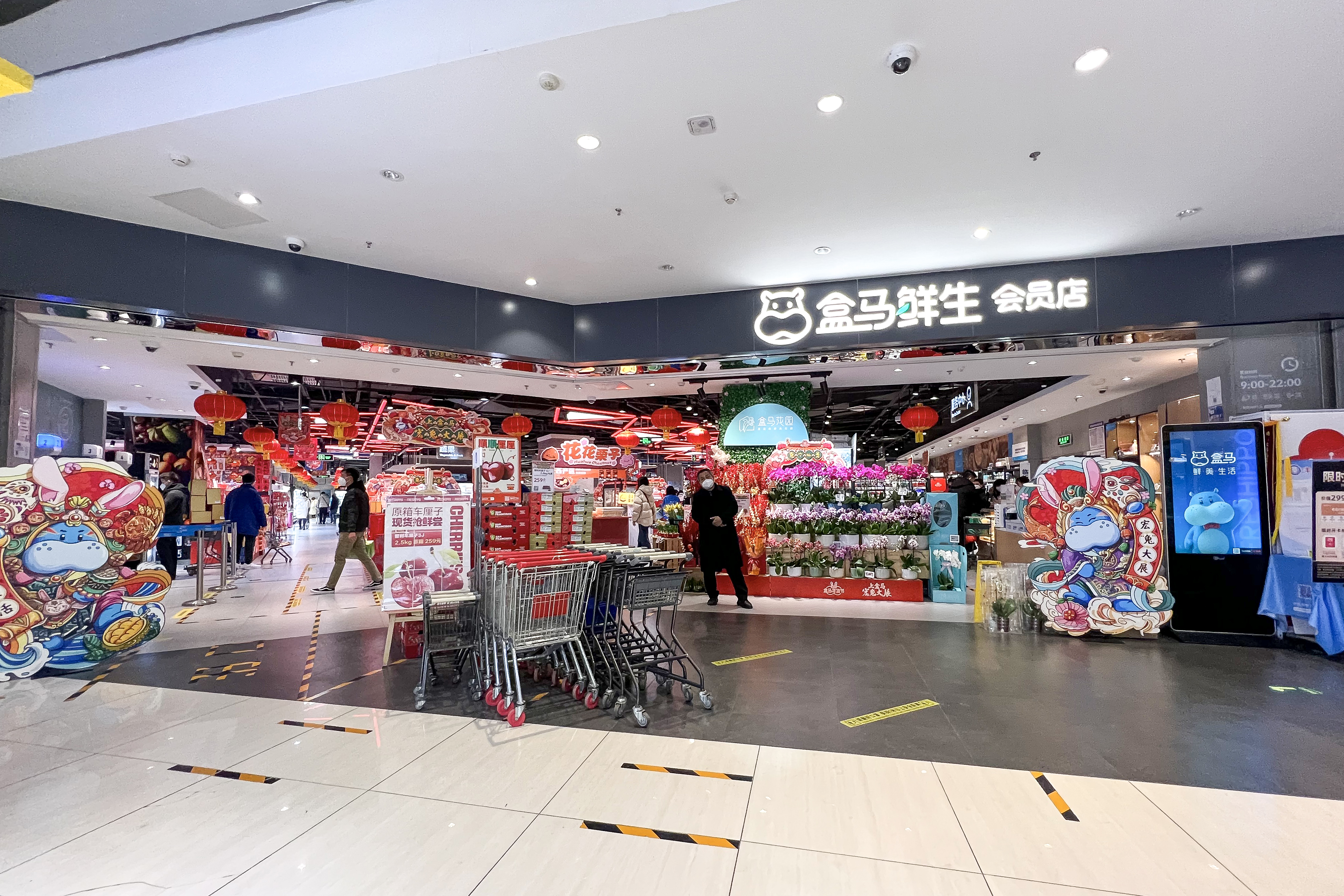
Un magasin à Pékin en 2023

Le format de magasins de proximité baptisé Hema Neighborhood est inauguré en 2021. L'équipe dédiée à ce projet (nommé NB en interne) est mise en place au mois de mars, et le premier magasin ouvre à Shanghai le 28 avril. En 80 jours, plus de 400 enseignes Hema Neighborhood sont ouvertes dans une dizaine de villes chinoises, dont Pékin, Shanghai, Xi'an et Wuhan. Le PDG Hou Yi qualifie ce format de troisième axe de croissance majeur pour l'entreprise avec Hema Fresh (les supermarchés de base) et Hema X (des clubs-entrepôts (en)) (en 2023, la chaîne fermera des dizaines de magasins Hema Neighbourhood quelques mois seulement après leur ouverture, reconnaissant qu'ils ne sont pas viables).
En janvier 2022, Hema Fresh envisage une levée de fonds et vise une valorisation préliminaire de 10 milliards de dollars. Cependant, la chute des marchés boursiers mondiaux et le désintérêt des investisseurs pour les actifs risqués amènent à une révision de cette valorisation, à la baisse à 6 milliards de dollars. Cependant, certains analystes estiment que même à ce niveau, la valorisation de Hema Fresh reste supérieure à la valeur combinée des deux grandes entreprises de distribution chinoises cotées à Hong Kong, comme Sun Art Retail Group et GOME Retail Holdings (en).
En mars 2022, Hema Fresh dispose de plus de 270 magasins en Chine. Durant l'année, elle atteint les 300 magasins et prévoit de construire un réseau national de centres de distribution (en), avec un premier pôle à Wuhan. La chaîne annonce la même année être devenue rentable, sept ans après sa création, en partie grâce à l'augmentation des ventes en ligne de produits frais pendant la pandémie de Covid-19 en Chine. L'entreprise réitère son objectif de servir un milliard de clients et de générer un chiffre d'affaires d'un trillion de yuans (environ 145 milliards de dollars) au cours de la prochaine décennie,.

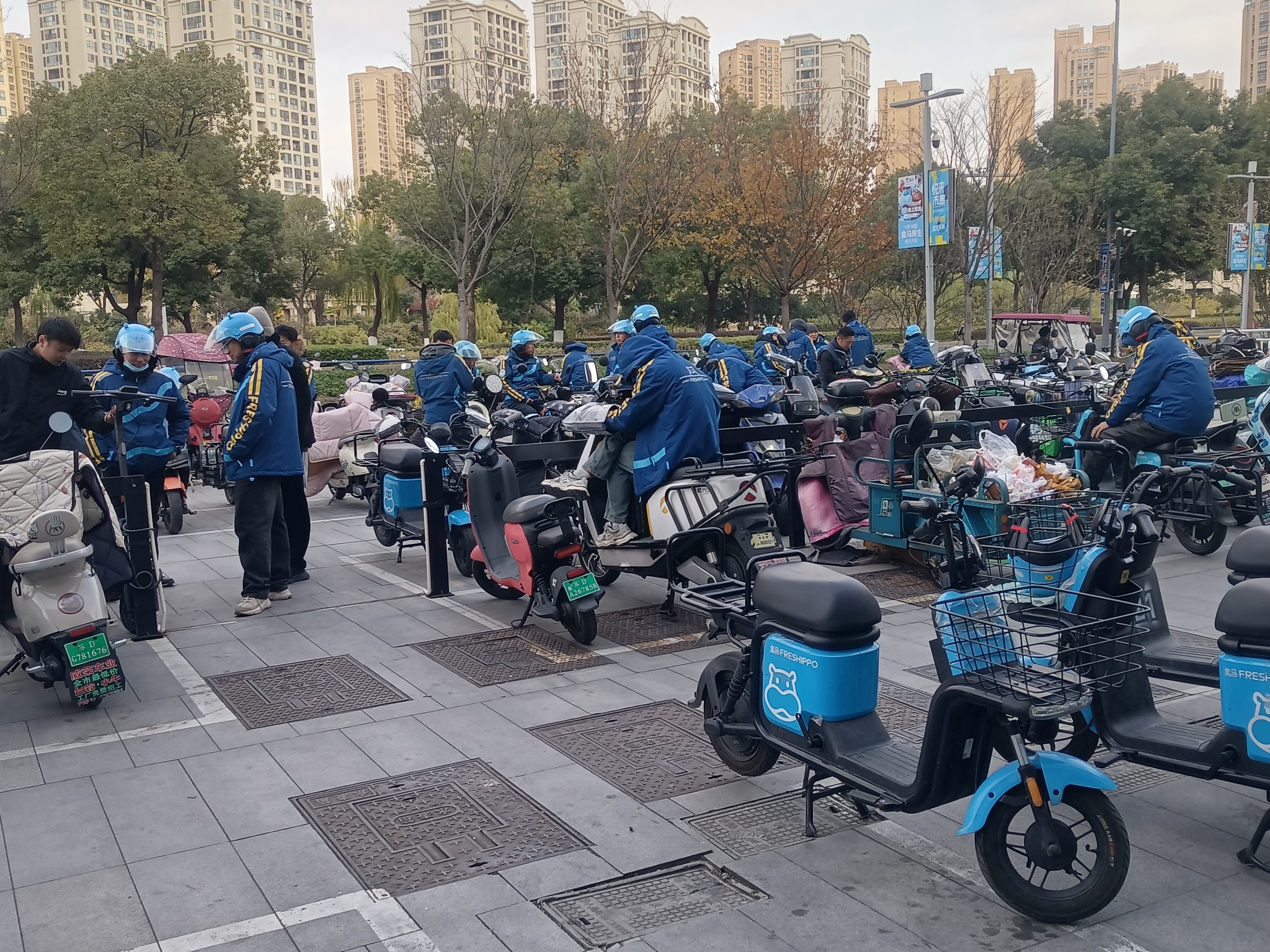
Des livreurs de Hema Fresh

En 2023, Hema Fresh signe des accords de coopération avec 46 groupes de distribution internationaux, des marques renommées, des associations mondiales et des cabinets de conseil pour l'introduction de produits étrangers de première qualité pour les consommateurs chinois. Parmi les marques de fruits concernées figurent des noms tels que Zespri (en) (Nouvelle-Zélande), Garces Fruit (Chili) et Driscoll's (en) (États-Unis). La chaîne présente son plan de créer huit centres d'achat à travers le monde.
Le 18 mai 2023, le conseil d'administration d'Alibaba donne son accord pour initier l'introduction de Hema Fresh à la Bourse de Hong Kong. Si l'opération se déroule comme prévu dans les 6 à 12 mois, elle pourrait permettre d'attirer des investissements supplémentaires pour son développement futur. En septembre 2023, Hema Fresh annonce le report de cette introduction boursière en novembre afin de « mieux évaluer les conditions du marché ». Une rumeur de vente de la chaîne par Alibaba est rapidement démentie par le groupe, malgré les difficultés pour lever des capitaux sur les marchés primaire et secondaire. Hema Fresh travaille avec des banques d'investissement telles que China International Capital Corp (CICC) et Morgan Stanley pour préparer son introduction en bourse. Les détails, tels que la taille de l'offre et la valorisation ciblée, sont toujours en cours de discussion. Certains analystes estiment que cette action pourrait permettre à Hema Fresh d'être plus valorisé que ses concurrents Sun Art Retail Group, Dingdong Maicai (zh) et Missfresh (zh).

### 2024-2025
En février et mars 2024, Hema Fresh annonce la fermeture de plusieurs magasins, notamment à Dalian et Wuhan (le PDG Hou Yi avait précisé en 2020 que les magasins sous-performants seraient fermés). Pour réduire ses coûts d'exploitation, la chaîne opte également pour le recrutement d'employés à temps partiel ou de personnel externalisé. Ces mesures s'ajoutent à une série de promotions et de réductions de prix pour stimuler les ventes. Hema Fresh compte cette année plus de 300 magasins dans 28 villes. Un porte-parole de Hema Fresh a cependant démenti les rumeurs de vente, soulignant que la position finale d'Alibaba sur l'avenir de ces actifs reste incertaine,.
En 2024, Hema Fresh commence à exporter ses propres marques de distributeur à l'étranger, plus précisément en Amérique du Nord dans les rayons de 99 Ranch Market (en) (la plus grande chaîne de supermarchés chinois aux États-Unis) et Yamibuy (en) (le plus grand détaillant en ligne de produits et d'épicerie asiatiques en Amérique du Nord). L'entreprise annonce son intention d'étendre cette initiative à d'autres pays, notamment l'Australie, Singapour et la Corée du Sud, ainsi que son projet d'ouvrir environ 100 nouveaux magasins au cours de l'exercice fiscal se terminant en mars 2026 pour porter le nombre total de ses établissements à plus de 500. Durant le premier semestre 2025, elle s'implante dans des villes comme Tianjin, Shijiazhuang, Tangshan et Taizhou. En août 2025, les derniers magasins Hema X sont fermés en raison de leur faible marges de profit. Trois magasins à Pékin et Jiangsu avaient déjà fermé en juillet, et le dernier, situé à Shanghai, doit fermer à la fin du mois.

## Concurrence
Hema Fresh est en concurrence dans le commerce de détail avec des acteurs comme Meituan Maicai et Dingdong Maicai (zh),. Son concept a été imité par d'autres entreprises technologiques chinoises comme JD.com avec sa propre chaîne haut de gamme similaire nommée 7Fresh. Des magasins sans caisse (en) existent également en Occident avec les supermarchés Amazon Go (en) et possiblement dans certains magasins de la chaîne Whole Foods Market, rachetée par Amazon en 2017.